# Olympiahalle (Innsbruck)
L'Olympiahalle une salle multifonctionnelle située à Innsbruck en Autriche. Elle fait partie du complexe OlympiaWorld Innsbruck.

## Histoire
Le site construit en 1963 a notamment accueilli les épreuves de hockey sur glace et de patinage artistique des Jeux olympiques d'hiver de 1964 et de 1976. Il est rénové en 2005.
L'Olympiahalle était la salle du club de hockey HC Innsbruck de 1994 à 2005. Depuis la construction de la Tiroler Wasserkraft Arena Innsbruck en 2005, le club ne joue plus que les matchs importants dans l'Olympiahalle.

## Événements
- Championnats d'Europe de patinage artistique 1981
- Championnat du monde de hockey sur glace 2005[1]
- Championnat d'Europe de handball masculin 2010
- Championnat d'Europe de volley-ball masculin 2011
- Jeux olympiques de la jeunesse d'hiver de 2012 (épreuves de patinage artistique et de patinage de vitesse sur piste courte)
- Championnat d'Europe féminin de handball 2024.